# Diecezja Wielkiej Brytanii, Europy i Afryki
Diecezja Wielkiej Brytanii, Europy i Afryki – diecezja Malankarskiego Kościoła Ortodoksyjnego z siedzibą w Swindon.
Została erygowana w 2009.